# Richard Benjamin
Richard Samuel Benjamin (Nueva York, 22 de mayo de 1938) es un actor y director de cine estadounidense.
Ha protagonizado un gran número de películas, incluyendo Adiós, Colón (1969), basado en la novela homónima de Philip Roth; Catch-22 (1970), de la novela de Joseph Heller; Westworld (1973), de Michael Crichton; y Los Chicos del Sol (1975), escrita por Neil Simon.
Después de dirigir para televisión, su primera película en cine fue la comedia Mi Año Favorito, por la que Peter O'Toole obtuvo sendas nominaciones al Globo de Oro y al Oscar al Mejor actor. Sus otras películas como director incluyen City Heat (1984), protagonizada por Burt Reynolds y Clint Eastwood, Hecho en América con Whoopi Goldberg y Esta casa es una ruina (1986) con Tom Hanks.

## Vida y carrera
Benjamin nació en Nueva York, hijo de Samuel Roger Benjamin (1910–1997) y Chelsea Angelina Benjamin (1913–1959). Su familia era judía. Asiste al Instituto de Artes escénicas y se gradua en Northwestern University, donde está implicado en muchas obras de teatro.
Se casó con la actriz Paula Prentiss en 1961, con la que tuvo dos niños. Aparecieron juntos en varias series televisivas: He & She (1967–68) y la versión de Catch-22 (1970), así como la película australiana No Room to Run (1976) y el filme de 1981 Saturday 14º. En 1978, protagonizó la ambiciosa parodia televisiva de Star Trek titulada Quark.
Benjamin protagonizó Adiós, Colón (1969), basado en la novela de Philip Roth, así como Diary of a Mad Housewife, Steagle, The Marriage of a Young Stockbroker, y otro filme basado en un libro de Roth, Portnoy's Complain (1972).
En Westworld (1973), Benjamin se enfrentó al peligroso robot cowboy interpretado por Yul Brynner.
Regresó a la comedia con The Sunshine Boys junto a Walter Matthau. Benjamin también fue un prometido frustrado de una mujer que acaba enamorándose del Conde Drácula en la parodia Amor al primer mordisco (1979), protagonizada por George Hamilton y Susan Saint James.
El 7 de abril de 1979, Richard Benjamin fue el anfitrión del programa Saturday Night Live.
En 1992 apareció en la serie The Ray Bradbury Theater, en el episodio Let's Play Poison.
Sus trabajos más recientes fueron Deconstructing Harry (1997), y Marci X (2003), una comedia que protagonizaron Lisa Kudrow y Damon Wayans.

## Dirigiendo
Su primera película para el cine fue la aclamada comedia Mi año favorito (1982), la cual trajo una nominación para el Oscar a Peter O'Toole. Benjamin ha dirigido sobre todo comedias, incluyendo City Heat (1984) con Burt Reynolds y Clint Eastwood y Esta casa es una ruina (1986), con Tom Hanks y Shelley Long, Mermaids (1990) y la comedia romántica Made in América, que coprotagonizaron Whoopi Goldberg y Ted Danson. También hizo el telefilme cómico Juguetes de guerra (1998).
En 2006, Benjamin dirigió la serie televisiva A Little Thing Called Murder, protagonizada por Judy Davis y basada en la historia real de Sante y Kenny Kimes, madre e hijo estafadores y asesinos.